# 1536 en santé et médecine
| Années de la santé et de la médecine : 1533 - 1534 - 1535 - 1536 - 1537 - 1538 - 1539    |
| Décennies de la santé et de la médecine : 1500 - 1510 - 1520 - 1530 - 1540 - 1550 - 1560 |

Cet article présente les faits marquants de l'année 1536 en santé et médecine.

## Événement
- 17 janvier : un bref de Paul III autorise François Rabelais à regagner un monastère bénédictin de son choix et à exercer la médecine, à condition de ne pas pratiquer d'opérations chirurgicales et de faire pénitence devant un confesseur à sa convenance[1].

## Fondations
- Création de l'hôpital général de Genève, qui devient « et ce, pour trois siècles, la seule institution d'assistance de la ville[2] ».
- Première mention d'un médecin à la « maison d'hospitalité » de Dinan qui est à l'origine de l'hôpital général de la ville[3].

## Publication
- 1530-1536 : parution de l'Herbarum vivae eicones, du théologien et naturaliste allemand Otto Brunfels (1488-1534), herbier médicinal illustré par Hans Weiditz (en), probablement élève de Dürer[4].

## Naissances
- Henri de Monantheuil (mort en 1606), mathématicien et médecin français, régent de la faculté de médecine de Paris, puis, à partir de 1574, professeur de mathématiques au Collège royal[5].
- Félix Platter (mort en 1614), médecin, anatomiste et botaniste suisse, fils de l'humaniste Thomas Platter le Vieux, et demi-frère de Thomas Platter le Jeune (1574-1628), botaniste et médecin[6],[7].

## Décès
- 24 mars : Giovanni Manardo[8] (né en 1462), médecin, botaniste et humaniste italien, élève de Nicolas Léonicène à Ferrare, Premier médecin du roi de Hongrie Ladislas VI[9], auteur de « Lettres médicales » (Epistolarium medicinalium libri duodeviginti) dont Rabelais éditera le second tome en 1532[10].

## Référence
1. ↑  Guy Demerson, « [compte rendu, référence : Richard Cooper, Rabelais et l'Italie, Genève, Droz, coll. « Études rabelaisiennes », 1991, 299 p. », Bulletin de l'Association d'étude sur l'humanisme, la Réforme et la Renaissance, no 33,‎ 1991, p. 83-84 (lire en ligne).
2. ↑  Cécile Lacharme, « La Gestion des hôpitaux en Suisse romande : Quelques éléments pour une histoire des administrateurs au XVIIIe siècle », dans Jean-Pierre Gutton (dir.), Les Administrateurs d'hôpitaux dans l'Europe moderne (actes de la table ronde du 7 décembre 2000), Lyon, Presses universitaires de Lyon, 2002, 142 p. (ISBN 978-2-7297-1074-3, lire en ligne), p. 47-62 [§ 9 en ligne].
3. ↑  « L'actuel hôtel de ville est l'ancien hôpital général de Dinan [compte rendu, référence : Véronique Albert, L'Hôpital général de Dinan sous le règne de Louis XIV (conférence prononcée dans le cadre d'un cycle de conférences historiques organisé par la ville de Dinan), 18 janvier 2015] », Ouest-France,‎ 20 janvier 2015 (lire en ligne).
4. ↑  (de) Ferdinand Wilhelm Emil Roth (de), « Otto Brunfels 1489-1534 : Ein deutscher Botaniker », Botanische Zeitung, vol. 58,‎ 1900, p. 191-232 (lire en ligne).
5. ↑  « Henri de Monantheuil (1536?-1606) », sur Data BnF [lire en ligne (page consultée le 1er mars 2021)].
6. ↑  « Félix Platter (1536-1614) », sur Data BnF [lire en ligne (page consultée le 25 février 2021)].
7. ↑  Félix Platter et Thomas Platter, Félix et Thomas Platter à Montpellier (1552-1559 – 1595-1599) : Notes de voyage de deux étudiants bâlois, publiées d'après les manuscrits originaux appartenant à la bibliothèque de l'université de Bâle, Montpellier, Camille Coulet, 1892, 552 p. (lire en ligne).
8. ↑  « Manardi, Giovanni (1462-1536) », BNF 13481119.
9. ↑  Nicolas Éloy, Dictionnaire historique de la médecine ancienne et moderne, t. 3 : L-P, Mons, H. Hoyois, 1778, 648 p. (lire en ligne), « Manard (Jean) », p. 145.
10. ↑  Romain Menini, « Franciscus Rabelaesus – sauf son nom : Pour l'attribution de l'avertissement au lecteur du De aerario fiscoque d'André d'Exea (Lyon, S. Gryphe, 1532) », Réforme, Humanisme, Renaissance, no 77,‎ 2013, p. 229-232 et p. 239, n. 66 (lire en ligne).